# Liste von Persönlichkeiten der Stadt Târgu Mureș

Wappen der Stadt Târgu Mureș

Die folgende Liste enthält Personen, die in der rumänischen Stadt Târgu Mureș geboren wurden. Die Liste erhebt keinen Anspruch auf Vollständigkeit.

## In Târgu Mureș geborene Persönlichkeiten

### Ab 1700

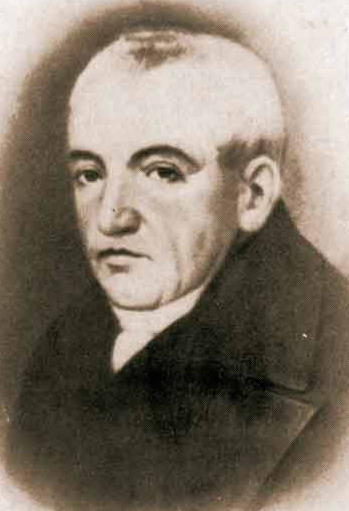
Petru Maior

- Petru Maior (1754–1821), Theologe, Historiker, Romanist
- János Sándor (1860–1922), Politiker und Minister
- Basil Hossu (1866–1916), Bischof
- Gábor Ugron (1880–1960), Politiker und Innenminister
- Gyula Ostenburg-Morawek (1884–1944), Offizier
- Ladislaus Szücs (1909–2000), jüdischer Überlebender des Holocaust, Arzt und Zeichner
- Alexandru Schwartz (1909–1994), Fußballspieler
- Ludovic Csupor (1911–1985), KP-Chef der Ungarischen Autonomen Region
- Gertrud Stephani-Klein (1914–1995), Kinderbuchautorin und Publizistin
- Aurel Duca (1923–1992), Politiker und Diplomat
- Andrei Păcuraru (1923–2002), Politiker, Physiker und Diplomat
- Mária Kövi-Zalai (1924–2013), ungarische Turnerin
- Tibor Diamantstein (1925–1995), Immunologe
- Gertrud Rehner (1926–2019), Ernährungswissenschaftlerin und Professorin an der Universität Gießen

### 1930 bis 1990

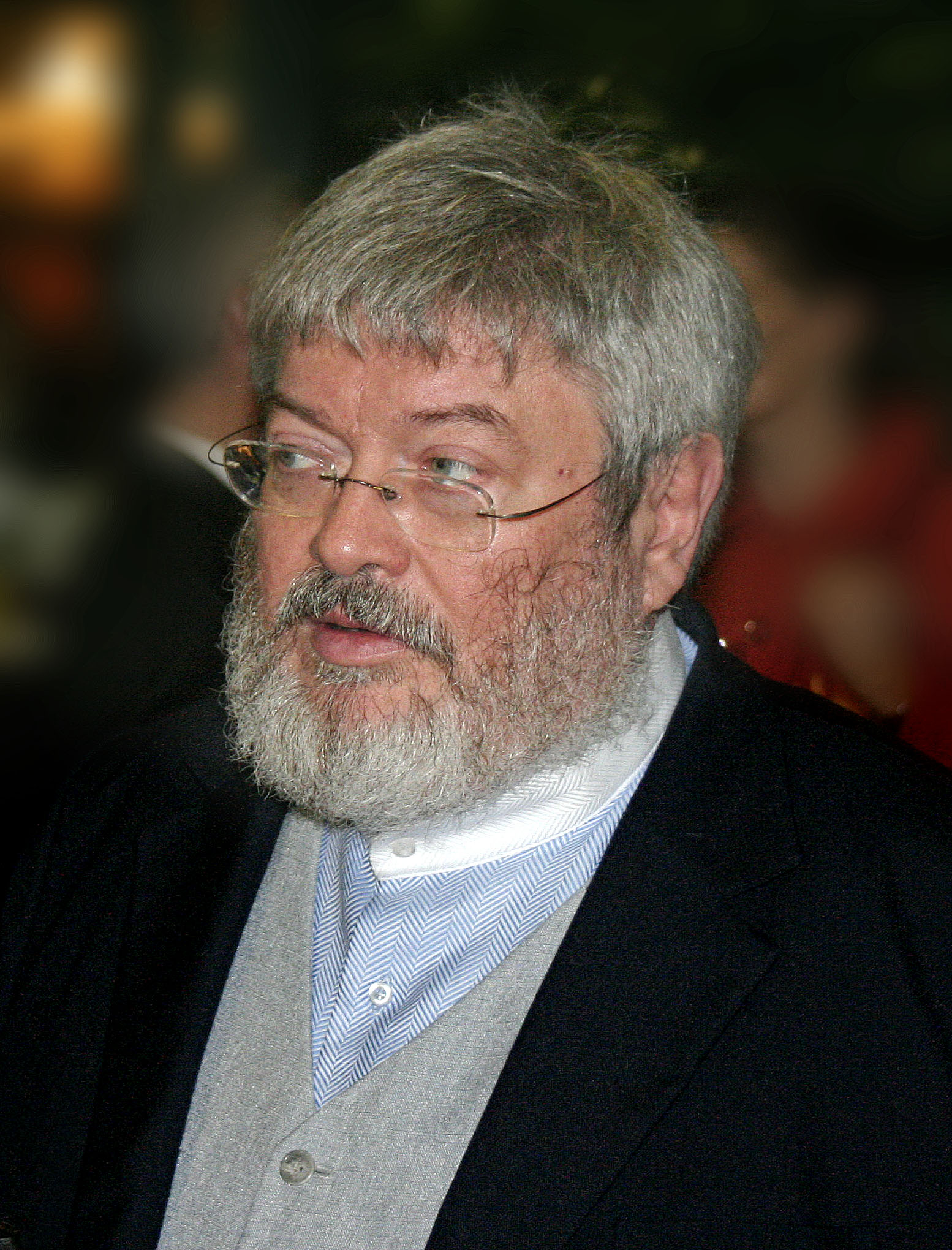
Géza Szőcs

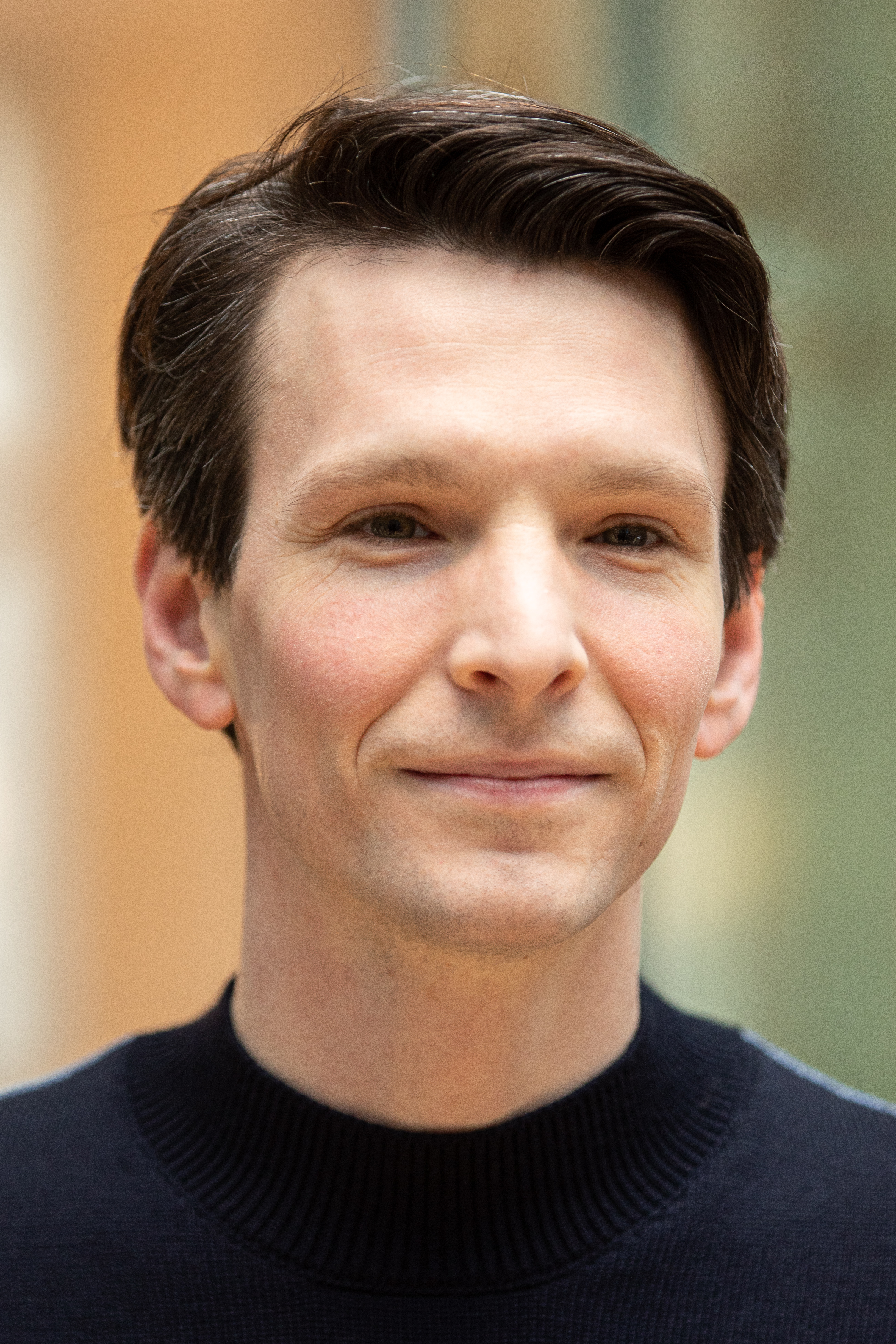
Sabin Tambrea

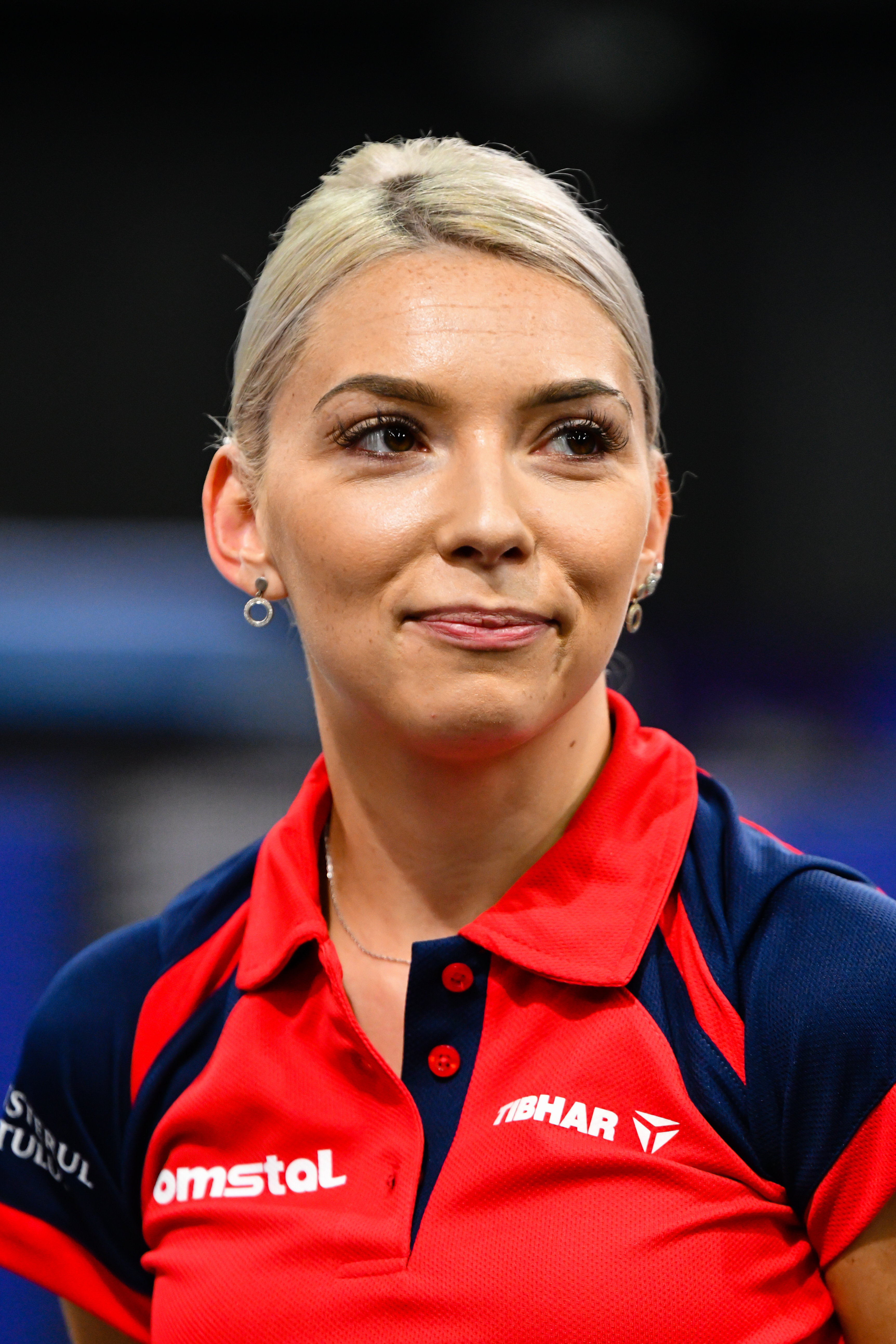
Bernadette Szőcs

- Peter Gardosch (1930–2022), Holocaust-Überlebender
- Bela Soos (1930–2007), deutsch-rumänischer Schachspieler
- Ion Cosma (1937–1997), Radrennfahrer
- Alexandru Nilca (* 1945), Fechter
- Uri Mayer (* 1946), Dirigent und Violist
- György Orbán (* 1947), Komponist
- Attila Kelemen (1948–2022), Politiker
- Vasile Coroș (* 1951), Eisschnellläufer
- György Frunda (* 1951), Rechtsanwalt und Politiker
- Ladislau Șimon (1951–2005), Ringer
- László Bölöni (* 1953), Fußballer
- Géza Szőcs (1953–2020), Schriftsteller und Politiker
- László Borbély (* 1954), Politiker
- Radu Filipescu (* 1955), Dissident des Antikommunistischen Widerstands in Rumänien
- Krista Birkner (* 1967), Schauspielerin und Synchronsprecherin
- Attila Bartis (* 1968), Schriftsteller und Photograph
- Olga Nemes (* 1968), Tischtennisspielerin
- Kinga Lohr (* 1969), Tischtennisspielerin
- Sanda Ladoși (* 1970), Popsängerin
- György Dragomán (* 1973), Schriftsteller und Übersetzer
- Kinga Dobay (* 1975), Opernsängerin
- Loránt Vincze (* 1977), Politiker
- Liviu Vasiu (* 1982), Architekt und Dozent
- Sabin Tambrea  (* 1984), Schauspieler und Musiker
- Laura Cristea (* 1987), Architektin
- Cristian Codrin Gherhard (* 1989), Handballspieler und Modell
- Mónika Sinka (* 1989), Fußballspielerin
- Zsuzsánna Sinka (* 1989), Fußballspielerin

### Ab 1990
- Hunor Szőcs (* 1992), Tischtennisspieler
- Bernadette Szőcs (* 1995), Tischtennisspielerin
- Roxana Timiș (* 1996), Fußballschiedsrichterin
- Ilinca (* 1998), Sängerin
- Filip Ugran (* 2002), Automobilrennfahrer